# آنیتا بلانک
آنیتا بلانک (اسپانیایی: Anita Blanch‎؛ ۲۶ ژوئیهٔ ۱۹۱۰ – ۲۳ آوریل ۱۹۸۳) بازیگر اسپانیایی‌الاصل اهل مکزیک بود.
از فیلم‌ها یا برنامه‌های تلویزیونی که وی در آن نقش داشته است، می‌توان به بادبزن خانم ویندیرمیر و میشل استروگف اشاره کرد.
وی سه مرتبه نامزدِ دریافت جایزه آریل بود یک بار در سال ۱۹۶۳ برندهٔ جایزهٔ الهگان سیمین شد.